# Conselho distrital de Yatala
O Conselho distrital de Yatala era uma Área do governo estatal da Austrália do Sul estabelecido em 1853 e abolido em 1868.
O conselho foi nomeado após o Hundred de Yatala que foi proclamado em 1846 no condado de Adelaide, Yatala provavelmente derivado de uma palavra Kaurna 'yartala' referindo-se ao estado inundado da planície em ambos os lados Dry Creek depois de fortes chuvas. O nome foi usado para descrever uma grande parte das Planícies de Adelaide de Port Adelaide no oeste para Tea Tree Gully no leste.

## História

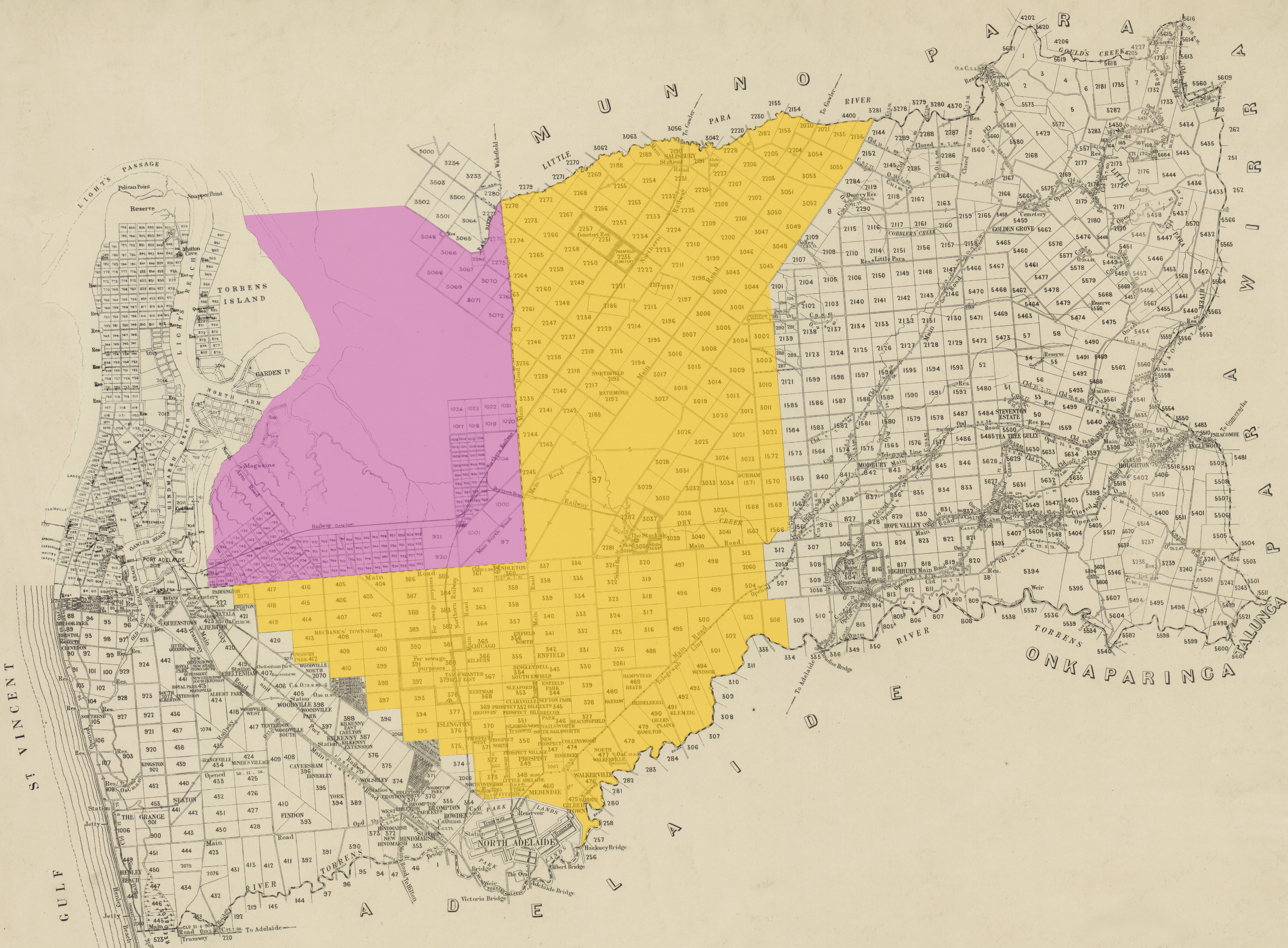
Mapa que mostra os limites do conselho em 1853 com relação ao Hundred de Yatala (sombreada em amarelo) e a Hundred de Port Adelaide (sombreado em roxo)

O conselho foi proclamado em 16 de junho de 1853 com Thomas Abbot, Daniel Brady, John Chamberlain, John Harvey e John Ragless, o mais jovem, apontado como conselheiros inaugurais.
No momento da sua criação, a área do conselho de Yatala abrangeu aproximadamente 58 milhas quadradas (150 km2) sobre o que são os subúrbios internos do noroeste, norte e nordeste de Adelaide. Estendeu-se de Salisbury no norte, para o Rio Torrens no sudeste, e para rodovia Torrens e as fronteiras do antigo Cidade de Port Adelaide no oeste. A área do conselho abrangeu uma grande parte central do catastral Hundred de Yatala. Parques do Norte de Adelaide e os Torrens formaram o limite sul da área do conselho.
A área do conselho incluiu as aldeias de Enfield, Prospect, Klemzig e Walkerville. O levantamento de Yatala foi iniciado em 1837 e continuou até completar o final da década de 1850. A pesquisa mostrou que a área tinha água fresca limitada.
O primeiro Clerk, Coletor e topógrafo para o District Road Board do Hundred de Yatala, foi nomeado em 1850. Este foi o arquiteto Edward Prowse, que mais tarde ganhou destaque no Geelong, Victoria. Prowse renunciou em 1852.
Em 1854 Yatala Labour Prison foi estabelecido perto Dry Creek, que passou de leste a oeste através do centro de Yatala. A localização da prisão significava que os presos podiam trabalhar na rocha da pedreira para estradas e construção.
Nos primeiros seis anos após a criação do conselho de Yatala, dois sacos de terra foram removidos da área do conselho para serem áreas do governo local por direito próprio. Uma parte no extremo norte foi tomada para o novo Conselho distrital de Munno Para Oeste A nova Aldeia de Walkerville dividido de Yatala em 5 de julho de 1855. Em novembro de 1855 e abril de 1859, outras partes do Conselho distrital de Yatala foram transferidas para o Conselho da Aldeia de Walkerville.
Gazeta do Sul da Austrália do Bailliere e guia rodoviário, publicado em 1866, contém uma breve descrição da área do conselho de Yatala. Registou a população do distrito como sendo 3091, o número de casas como 642, a terra cultivada como sendo 15 194 acre(s)s (6 100 ha), e a cadeira do conselho como J.W. Sudholtz de Gilles Plains.
Em 1868 o Conselho distrital de Yatala foi dividido em Dry Creek para o Conselho distrital de Yatala Sul e o Conselho distrital de Yatala Norte. Yatala Norte finalmente foi absorvido no novo Conselho distrital de Salisbury in 1933. Yatala Sul tornou-se o Conselho distrital de Enfield em 1933, depois da separação de terras muito anterior para a Aldeia de Prospect em 1872

## Governo local vizinho
Os seguintes órgãos governamentais locais adjacentes coexistiram com o conselho de Yatala:
- Conselho distrital de Munno Para Oeste situa-se imediatamente a norte do seu estabelecimento pouco depois do conselho de Yatala em 1853, e ficaram a noroeste da sua extensão para o oeste em 1888.
- Conselho distrital de Munno Para Leste situa-se a nordeste a partir do seu estabelecimento em 1854.
- Conselho distrital de Highercombe situa-se imediatamente a leste. O Conselho distrital de Tea Tree Gully separou-se da parte norte de Highercombe em 1858, criando um outro conselho vizinho oriental.
- Conselho distrital de East Torrens ficava no sudeste, do outro lado do Rio Torrens até que a parte norte se separou para formar a Conselho distrital de Payneham em 1854. O Conselho distrital de Stepney saiu da parte oeste de Payneham em 1867, criando outro conselho vizinho do sudeste para Yatala apenas um ano antes de o próprio Yatala ser dividido em conselhos menores.
- Cidade de Adelaide norte Parques situa-se imediatamente a sul.
- Conselho distrital de Hindmarsh (estabelecida 1853) ficava ao sul a oeste até que dividir no Conselho distrital de Woodville e Vila incorporada de Hindmarsh em 1875.
- O cluster de portside – Vila de Port Adelaide, Portland Estate council, e Conselho de Queenstown e Alberton, dos seus respectivos estabelecimentos em 1855, 1859 e 1864 – fica imediatamente a oeste do conselho de Yatala.